# کولت رژیس
کولِت رژیس (فرانسوی: Colette Régis‎؛ ‏ ۲۳ اکتبر ۱۸۹۳ – ۲۳ اکتبر ۱۹۷۸) بازیگر اهل فرانسه بود.
از فیلم‌ها یا برنامه‌های تلویزیونی که وی در آنها نقش داشته است، می‌توان به فردا نوبت من است، حیوان آدم‌نما، بدون گذاشتن نشانی، گوشواره‌های مادام…، عدالت اجرا شد، حقیقت، آتیلا، راسپوتین، مدراتو کانتابیله، گوتو، جزیره عشق و ملاقات در ژوئیه اشاره کرد.